# Diporiphora ameliae
Diporiphora ameliae là một loài thằn lằn trong họ Agamidae. Loài này được Emmott, Melville & Chapple mô tả khoa học đầu tiên năm 2012.